# Belgique aux Jeux olympiques de la jeunesse d'hiver de 2024
La participation de la Belgique aux Jeux olympiques de la jeunesse d'hiver de 2024 a lieu du 19 janvier au 1er février 2024, à Gangwon en Corée du Sud. Il s'agit de sa quatrième participation aux Jeux olympiques de la jeunesse d'hiver.

## Délégation
Le porte-drapeau est le patineur de short-track Lowie Dekens.
| Sport     | Discipline                           | Discipline | Hommes           | Femmes  | Total |
| --------- | ------------------------------------ | ---------- | ---------------- | ------- | ----- |
| Patinage  | Patinage de vitesse sur piste courte |            | 1 Lowie Dekens   | NC      | 1     |
| Ski alpin | Ski alpin                            |            | 1 Christos Bouas | NC      | 1     |
| Total     | Total                                | Total      | 2 garçons        | 0 fille | 2     |